# Libération (journal, 1941-1964)
Pour les articles homonymes, voir Libération.
Ne doit pas être confondu avec Libération (journal de Libération-Nord) ou Libération (journal).
Libération est un journal français édité à partir de 1941, au cours de la Seconde Guerre mondiale. D'abord périodique clandestin du mouvement de résistance Libération-Sud (auquel appartiennent entre autres Emmanuel d'Astier de La Vigerie, Lucie et Raymond Aubrac), le journal continue après la guerre. Son directeur appartient alors à la mouvance dite des « compagnons de route » du Parti communiste français. Il cesse de paraître en 1964.
En 1973, Jean-Paul Sartre et Serge July créeront un journal portant le même nom, mais les deux journaux, édités dans des périodes historiques différentes, ont peu de points communs.

## Historique

### Débuts clandestins
En juillet 1941, Jean Cavaillès et Emmanuel d'Astier de La Vigerie lancent Libération, le journal clandestin du mouvement de résistance Libération-Sud. L'aventure éditoriale commence par un tirage à dix mille exemplaires pour le premier numéro, cosigné par André Lassagne, Raymond Aubrac et Jean Cavaillès.
En atteignant des pointes de deux cent mille exemplaires tirés, il devient l'un des plus importants et des plus diffusés des journaux de la Résistance, avec Combat. Durant les six premiers mois de son existence, le « maître d'œuvre » de la rédaction est un rédacteur du quotidien clermontois La Montagne, Jean Rochon. De 1942 à avril 1944, date de son arrestation, le rédacteur en chef en est le journaliste-écrivain Louis Martin-Chauffier. Comme le mouvement dont le journal est issu, la rédaction mêle des hommes venus d'horizons politiques divers : socialistes, communistes, syndicalistes de la CGT et militants du syndicalisme chrétien.
En difficulté de trésorerie dès ses premiers numéros, le journal ne doit sa survie qu'aux fonds apportés par Yvon Morandat, envoyé du général de Gaulle, parachuté près de Toulouse dans la nuit du 6 au 7 novembre 1941. Par la suite il bénéficie, comme d'autres organes clandestins, de fonds octroyés par le chef de la France libre. Ils permettent une parution toutes les deux semaines : trente-cinq numéros sortent entre novembre 1942 et août 1944 et le tirage passe de vingt mille exemplaires (no 12, novembre 1942) à deux cent mille à l'été 1944. Le titre est tiré dans un réseau d'imprimerie et la diffusion est organisée par région. Cette organisation est mise en place par Jules Meurillon avec l'aide du jeune Jean Dutourd.

### Dans l'euphorie de la Libération

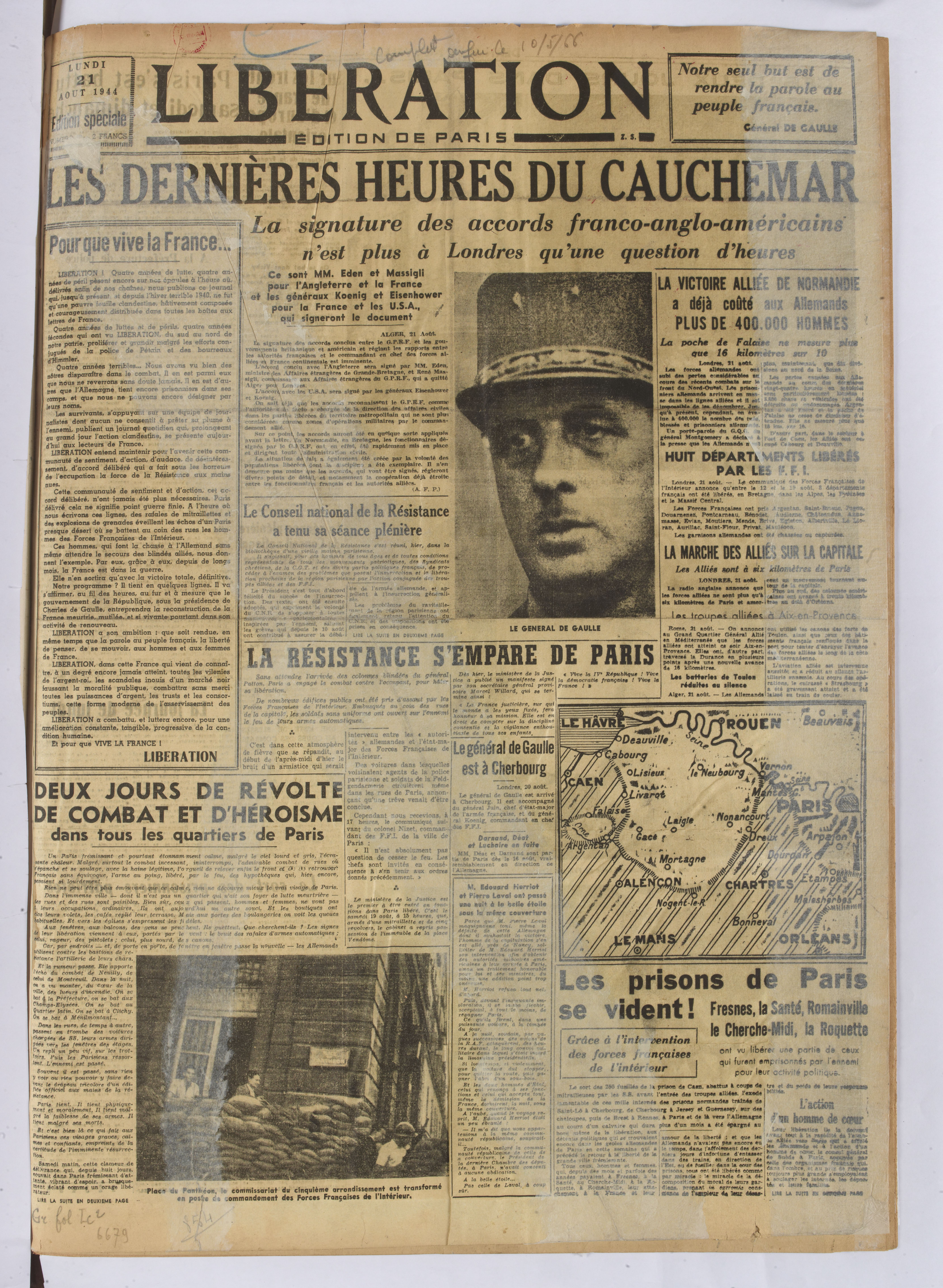
Une du 21 août 1944.

À la libération de la France, le journal paraît au grand jour à Paris. Dès le 21 août 1944, dans la hâte d'imposer un titre au nom prestigieux, il devient quotidien. Emmanuel d'Astier, libéré rapidement de ses fonctions gouvernementales le 9 septembre 1944, reprend la direction du journal. Celle-ci est en fait bicéphale : Emmanuel d'Astier est assisté par Pierre Hervé, responsable avant-guerre de l'Union des étudiants communistes. Plusieurs de ses anciens compagnons de résistance le rejoignent comme Pascal Copeau, Louis Martin-Chauffier. En décembre 1944 son tirage est de cent quatre-vingt mille exemplaires.
Pourtant, l'existence du journal est rapidement liée à des contraintes financières. Libération porte les aspirations d'un courant de la gauche de la Résistance, à une unité d'action entre des mouvements issus de la Résistance non communiste et le Parti communiste français (PCF). Cette unité ne se réalise pas et, dès 1946, après un pic de tirage à deux cent mille exemplaires, le lectorat du journal décline à mesure que les ambiguïtés politiques augmentent : Emmanuel d'Astier est élu député, dès octobre 1945 à l'Assemblée constituante grâce au soutien du Parti communiste. Malgré sa liberté d'action proclamée, il lui est difficile, dans le contexte des « passions » de la Quatrième République, d'affirmer une voix autonome.

### Un créneau éditorial non trouvé
En octobre 1948, en proie à des difficultés financières (le tirage est tombé à cent cinquante mille exemplaires) le journal reçoit le renfort de journalistes issus d'un autre quotidien né dans la Résistance, Franc-Tireur. Le codirecteur de ce journal, Georges-Eugène Vallois, devient directeur général de Libération et va le rester jusqu'à la fin du quotidien, en 1964. Mais le journal ne cesse d'être déficitaire. Il reçoit pour survivre le soutien financier occulte du PCF. Des liens d'amitié avaient été noués entre Emmanuel d'Astier et Maurice Thorez. Les imprimeries du boulevard Poissonnière éditaient les deux titres, Libération et L'Humanité (ils occupent un temps le même siège au numéro 6, avec Ce soir et Regards).
La baisse des ventes est cependant beaucoup moins forte — à hauteur d'un tiers plutôt que la moitié, pour ce quotidien porté par la personnalité d’Emmanuel d'Astier de La Vigerie, proche du PCF — que pour celui appartenant au directement PCF. La période est celle où les quotidiens travaillant avec l'Union française de l'information, subissent une baisse globale du tirage des quotidiens communistes, à la suite des purges staliniennes de 1949 et de leurs conséquences sur la couverture de l'UFI, y compris sportive comme lors du match France-Yougoslavie du 30 octobre 1949[pas clair].
| Année      | 1949    | mars 1950 | octobre 1952 | Variation |
| L'Humanité | 292 000 | 200 000   | 140 000      | Moins 52% |
| Libération | 136 000 | 104 000   | 94 000       | Moins 31% |

Le quotidien communiste Ce Soir a, quant à lui, perdu les trois quarts de ses lecteurs entre 1947 et 1952.
Les divergences politiques survenues entre Emmanuel d'Astier et le PCF après le retour du général de Gaulle au pouvoir en 1958, des lecteurs de moins en moins nombreux (soixante mille en 1964), la mort de Maurice Thorez, sont autant de facteurs qui remettent en cause le soutien du parti communiste. Faute de celui-ci, le journal est contraint à la fermeture le 27 novembre 1964.
En l'espace de vingt ans, le tirage a chuté de deux cent à soixante mille. Là réside plus profondément la cause de la mort du quotidien qui n’a pu trouver un créneau éditorial « progressiste » entre les blocs et les partis politiques nés durant la guerre froide. En 1966, Emmanuel d'Astier, dans un livre d'entretiens avec le journaliste Francis Crémieux, revient sur son expérience de directeur du journal. Il pense ensuite pouvoir faire vivre un périodique, L'Événement : « Commencer autre chose ». Mais il n’y parvient pas.
Vingt-trois années durant, et avec 6 287 numéros, la rédaction pluraliste de ce journal, qui se proclame en sous-titre « Le quotidien républicain de Paris », fait se côtoyer des journalistes venus de divers horizons de la gauche. Certains s'étaient engagés par ailleurs dans des tentatives de créer un parti socialiste « unitaire », entre les deux grandes forces de la gauche, le PCF et la SFIO.

## Une rédaction pluraliste, issue de toute la presse de gauche
- François Fonvieille-Alquier (1915-2003), ancien directeur de L'Écho du Centre, s'était éloigné sans fracas du PCF après 1956. Il est un des chroniqueurs réguliers du journal jusqu'en 1964.
- Marcel Fourrier (1895-1966), ancien compagnon de Henri Barbusse au journal Clarté, avait eu un parcours politique semé de ruptures. Exclu du PC en 1928, rallié à la SFIO, il en était également exclu en 1948 et participait à la création d'un éphémère Parti socialiste unitaire (dit le « premier PSU »). À Libération, il est l'un des éditorialistes.
- Henri Bordage (1922-1968), est, lui, toujours membre du PCF auquel il avait adhéré pendant la Résistance. Entré à Libération après avoir été journaliste dans plusieurs titres de l'abondante presse communiste des débuts de la IVe République, (La Voix des Charentes, puis Les Nouvelles de Bordeaux), il en est le rédacteur en chef de 1958 à 1964.
- Claude Estier (1925-2016) rédacteur également à France Observateur, quittait Le Monde en 1958 pour rejoindre Libération. Il aura par la suite une carrière politique auprès de François Mitterrand.
- Jean-Maurice Hermann (1905-1988), de la rubrique Internationale, avait été avant 1939 rédacteur du quotidien de la SFIO, Le Populaire. Il est de ceux de Franc-Tireur qui rejoignent Libération en 1949.
- Albert-Paul Lentin (1922-1993), est lui aussi collaborateur à France Observateur. Il est grand reporter, spécialiste des pays du Maghreb, couvrant la Guerre d'Algérie.
- Jacques Derogy (1925-1997), est journaliste d'investigation à Libération, avant d'écrire à L'Express.
- Andrée Marty-Capgras (1898-1963), qui livrait le billet du journal : Si toutes les femmes du monde, avait été une militante socialiste et féministe. Membre du courant unitaire de la SFIO, elle rejoint Libération en 1948.
- Madeleine Jacob (1896-1985), assure la couverture des multiples affaires judiciaires de l'après-guerre. Elle avait une longue carrière journalistique derrière elle, à Vogue, Lu, L'Œuvre, Messidor, et Franc-Tireur, quand elle entre à Libération en 1948.
- Paulette Péju (1919-1979), années 1959-1964
- André Sauger, compte parmi les éditorialistes. Lui aussi avait été à Messidor, l'hebdomadaire de la CGT d'avant 1939. Il collabore par ailleurs au Canard enchaîné

Parmi les nombreux dessinateurs satiriques, qui illustrèrent les pages de Libération, le jeune André Escaro (né en 1928) assura les dessins de une de 1957 à 1964, avant de se consacrer au Canard enchaîné. Il était aussi le caricaturiste des coureurs au moment du Tour de France. Ses devanciers, souvent éphémères, ayant travaillé pour Libération ont nom Louis Berings, Jean Effel, Jacques Naret, Mittelberg, Robert Fuzier...
Nombres d'autres journalistes travaillèrent à Libération : Jean Freire, Louis de Villefosse, Jean Avran, Michel Hincker. Parmi eux aussi on relève René Fallet et Robert Scipion, François Cavanna comme dessinateur et Irène Allier y fait ses débuts.

## Les rubriques littéraires et des loisirs
Les spectacles et la littérature, la page 2 du journal leur est dédiée, sont commentés par des plumes reconnues dans leur spécialité :
- Jeander, assure la critique de cinéma.
- Jacqueline Fabre (1916-1996), s'occupe de la rubrique cinéma et spectacles. À la chute de Libération, elle rejoint d'abord Paris-Jour, puis Télé-7 Jours jusqu'à sa retraite.
- René Dazy, s'occupe de la rubrique spectacle.
- Guy Dornand, est le critique théâtral.
- Paul Morelle (1917-2007), dirige le service culturel et écrit la critique littéraire et la critique théâtrale. Il rejoint Le Monde en 1969.
- Claude Roy (1915-1997), assure la chronique de la littérature, comme il le fait régulièrement dans les pages de France Observateur, après sa rupture avec le parti communiste, à la suite des événements de Hongrie en 1956.

Le service des sports occupe une pleine page du quotidien, pour une pagination moyenne de 6 pages, ce qui dénote un intérêt certain de la part des lecteurs. Le chef de ce domaine est André Chaillot. Spécialisé dans le basket-ball, syndicaliste dirigeant parmi les journalistes sportifs, il dispose de collaborateurs spécialisés :
- Louis Crombez et François Thébaud pour le football,
- Maurice Vidal et Claude Parmentier pour le cyclisme,
- Robert Barran pour le rugby,
- Maurice Ragonneau pour l'athlétisme,
- Henri Quiqueré, etc.

La plupart écrivent aussi pour l'hebdomadaire sportif Miroir Sprint. Pour terminer cet inventaire des collaborateurs du journal, il faut citer A-E Mars Valett, le spécialiste d'une rubrique "ici l'on pêche", très régulière et sans doute très lue.

## Héritage du journal
Peu de temps après la cessation de la parution du journal, son directeur emblématique appelle, lors des élections présidentielles de 1965, à voter pour le général de Gaulle. La plupart des anciens journalistes font savoir par une lettre publiée dans Le Monde qu'ils réprouvent « catégoriquement l'initiative d'Emmanuel d'Astier » et qu'ils « ont toujours lutté pour l'unité de la gauche française ». Le destin politique d'Emmanuel d'Astier brouille en effet la vision rétrospective d'un journal qui vécut, le temps d'une courte IVe République, dans une attitude « progressiste », à la lisière du Parti communiste, auquel Emmanuel d'Astier devait son mandat de député d'Ille-et-Vilaine et des forces qui se constituent en 1960 en un Parti socialiste unifié (PSU).
L'héritage éditorial du titre perturbe un peu plus le panorama. En effet, en 1973, son titre est repris par Jean-Paul Sartre et Serge July pour la création de leur journal. Pour ce faire, ils ont obtenu l'accord de la veuve de d'Astier, sur l'insistance de Michel-Antoine Burnier. Mais les deux journaux, édités dans des périodes historiques différentes, ont peu de points communs.